# Preston (Washington)
Preston es un área no incorporada ubicada en el condado de King en el estado estadounidense de Washington.

## Geografía
Preston se encuentra ubicado en las coordenadas 47°31′26″N 121°55′33″O / 47.52389, -121.92583.